# Michel Combe

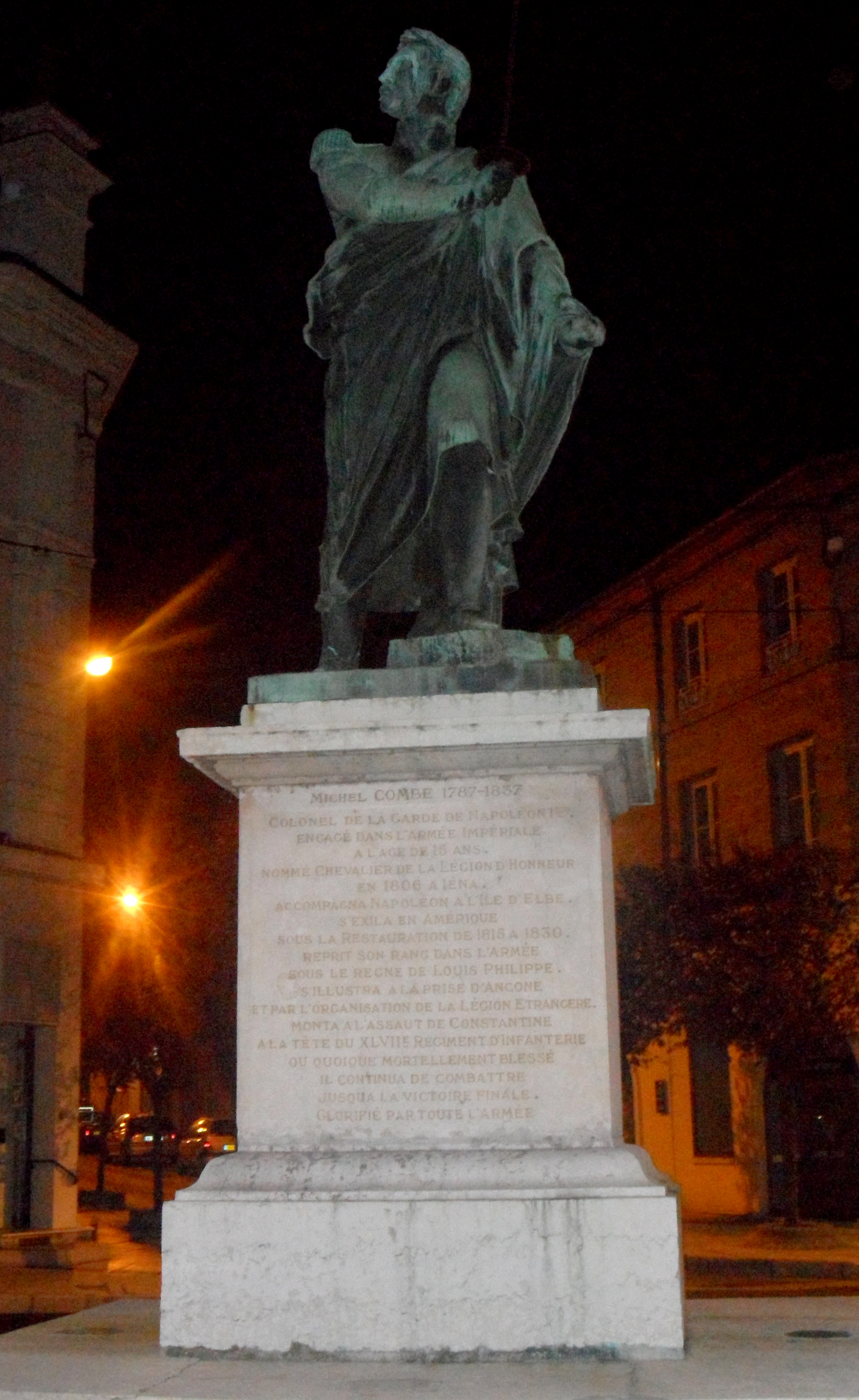
Standbeeld van Michel Combe in Feurs, ingehuldigd op 16 oktober 1839

Michel Combe (Feurs, 19 oktober 1787 - Constantine, 13 oktober 1837) was een Frans militair.

## Levensloop
Combe werd geboren in Feurs; zijn vader Sébastien Combe was slotenmaker en diende in de provinciale garde, zijn moeder had een kleine winkel. In 1803 nam Combe dienst in het leger als soldaat; hij was nog geen zestien jaar oud. Hij diende net als zijn vader in het 25e Linieregiment. Michel Combe werd in 1805 bevorderd tot sergeant-majoor, in 1807 tot adjudant, in 1809 tot onderluitenant en in 1811 tot luitenant. Hij vocht mee in een groot deel van de slagen van de napoleontische oorlogen: Ulm, Austerlitz, Jena, Eylau, Friedland, Eckmühl, Wagram, Borodino, de Berezina, Lützen, Bautzen en Montmirail. Op 26 december 1806 werd hij gewond bij Pułtusk en ook bij Eckmühl.
In 1812 werd hij opgenomen in de Keizerlijke Garde en hij maakte in dit elitekorps de veldtocht in Rusland mee. Bij de terugtocht verloor hij een teen door de koude. In 1813 werd hij bevorderd tot kapitein en hij vocht in de Slag bij Montmirail in het 135e Linieregiment. In 1814 vergezelde hij Napoleon bij zijn ballingschap op Elba en hij keerde met de keizer terug naar Frankrijk. Tijdens de Slag bij Waterloo leidde Combe als kolonel een regiment van de Keizerlijk Garde.
Tijdens de Restauratie weigerde Combe een aanstelling als officier en hij werd een tijdlang gevangen gehouden. Hij emigreerde in 1823 naar de Verenigde Staten waar hij in Texas trouwde met Elisa Walker. Het echtpaar bleef kinderloos en woonde in Utica tot Combe in 1830 terugkeerde naar Frankrijk. Onder koning Lodewijk Filips werd hij in december 1830 aangesteld als luitenant-kolonel in het 24e Linieregiment. Het jaar erop werd hij bevorderd tot kolonel. In 1832 was hij betrokken bij de inname van de citadel van Ancona. Vervolgens werd hij commandant van het 47e linieregiment in Montpellier, maar verloor zijn post wegens te fanatiek en te autoritair.
Hij werd dan kolonel in het net opgerichte Vreemdelingenlegioen en werd in 1835 naar Noord-Afrika gestuurd. Hij sneuvelde in 1837 bij de inname van Constantine.

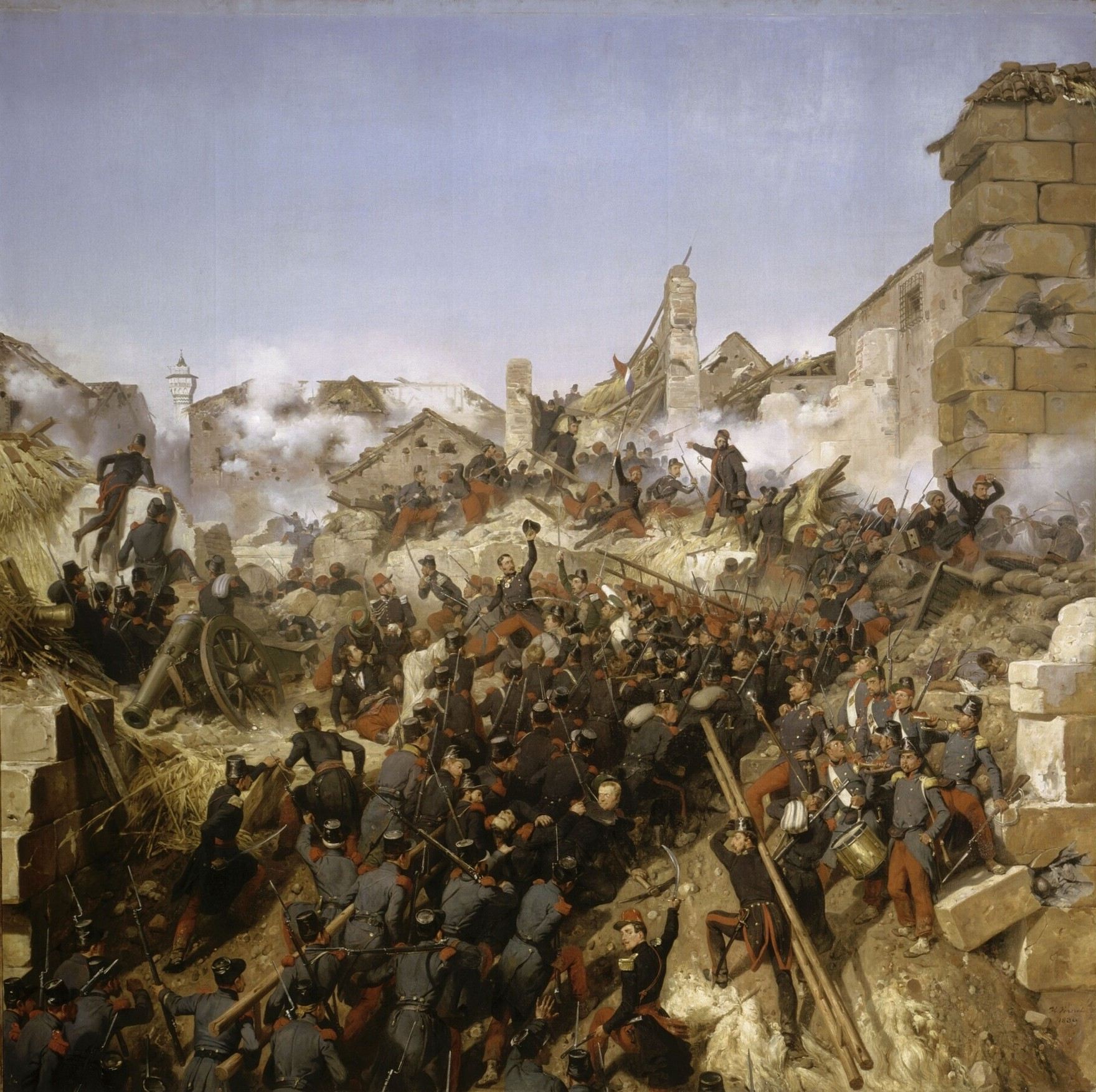
De inname van Constantine (Horace Vernet, 1838)

## Eerbewijzen
Combe werd op 1 oktober 1807 ridder, op 11 april 1815 officier en op 15 januari 1836 commandeur in het Legioen van Eer.
In 1839 werd een bronzen standbeeld voor kolonel Michel Combe opgericht in zijn geboorteplaats Feurs, een ontwerp van Denis Foyatier.